# Litto3D
En France, Litto3D est un projet commun au SHOM et à l'Institut national de l'information géographique et forestière (IGN) - anciennement Institut géographique national - permettant une description en 3 dimensions du littoral français, notamment grâce à la technologie lidar.
Les données Litto3D sont appelées par le SHOM « altimétrie littorale ».